# Pagès
|  | Aquest article tracta sobre l'ofici. Vegeu-ne altres significats a «Llaurador (eina)». |

|  | Aquest article tracta sobre l'ofici. Vegeu-ne altres significats a «Xampinyó silvestre». |

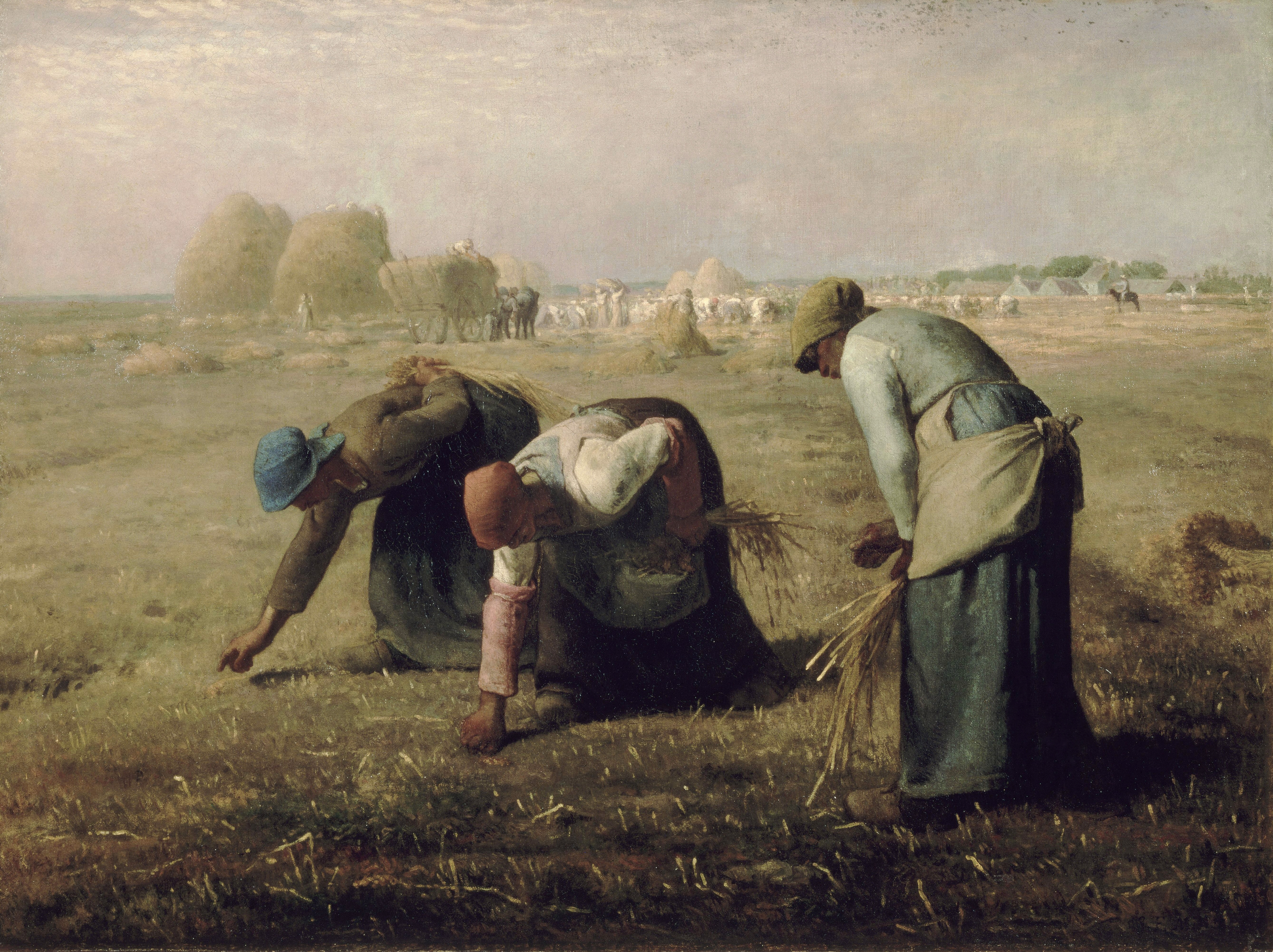
Les espigoladores (Jean-François Millet, 1857)

Un pagès (o pagés), camperol o llaurador és una persona que té com a ofici treballar les terres. El pagès tradicionalment és definit en sociologia com el membre d'una comunitat en una societat agrària o rural. Quan el pagès es troba aïllat a grans propietats del seu domini, o maneja la seva producció amb una considerable orientació comercial, es transforma en un granger. Els pagesos tenen els coneixements que els ha donat la gestió del mitjà de producció, la terra, i l'experiència acumulada, amb èxits i fracassos, al llarg de generacions.
Més de mig milió d'agricultors són petits propietaris, la majoria dels quals es troben als països en desenvolupament, i que donen suport econòmic a gairebé dos mil milions de persones. A nivell mundial, les dones representen més del 40% dels empleats agrícoles.

## Història
Els començaments de l'agricultura es remunta al Neolític i al Paleolític, sent una de les característiques definitòries d'aquesta època. A l'Edat del Bronze, els sumeris ja tenien mà d'obra especialitzada en agricultura cap a l'any 5000- 4000 aC, i depenien en gran manera del reg per conrear. S'organitzaven en equips de tres persones per collir a la primavera. Els agricultors de l'antic Egipte conreaven, depenien i irrigaven l'aigua del Nil.
La cria d'animals, la pràctica de criar animals específicament amb finalitats agrícoles, existeix des de fa milers d'anys. Els gossos van ser domesticats en l'est d'Àsia fa uns 15.000 anys. Les cabres i les ovelles es van domesticar al voltant de l'any 8000 aC a l'Àsia. Els porcs van ser domesticats cap al 7000 aC a l'Orient Mitjà i la Xina. L'evidència més primerenca de domesticació de cavalls data d'al voltant del 4000 aC.

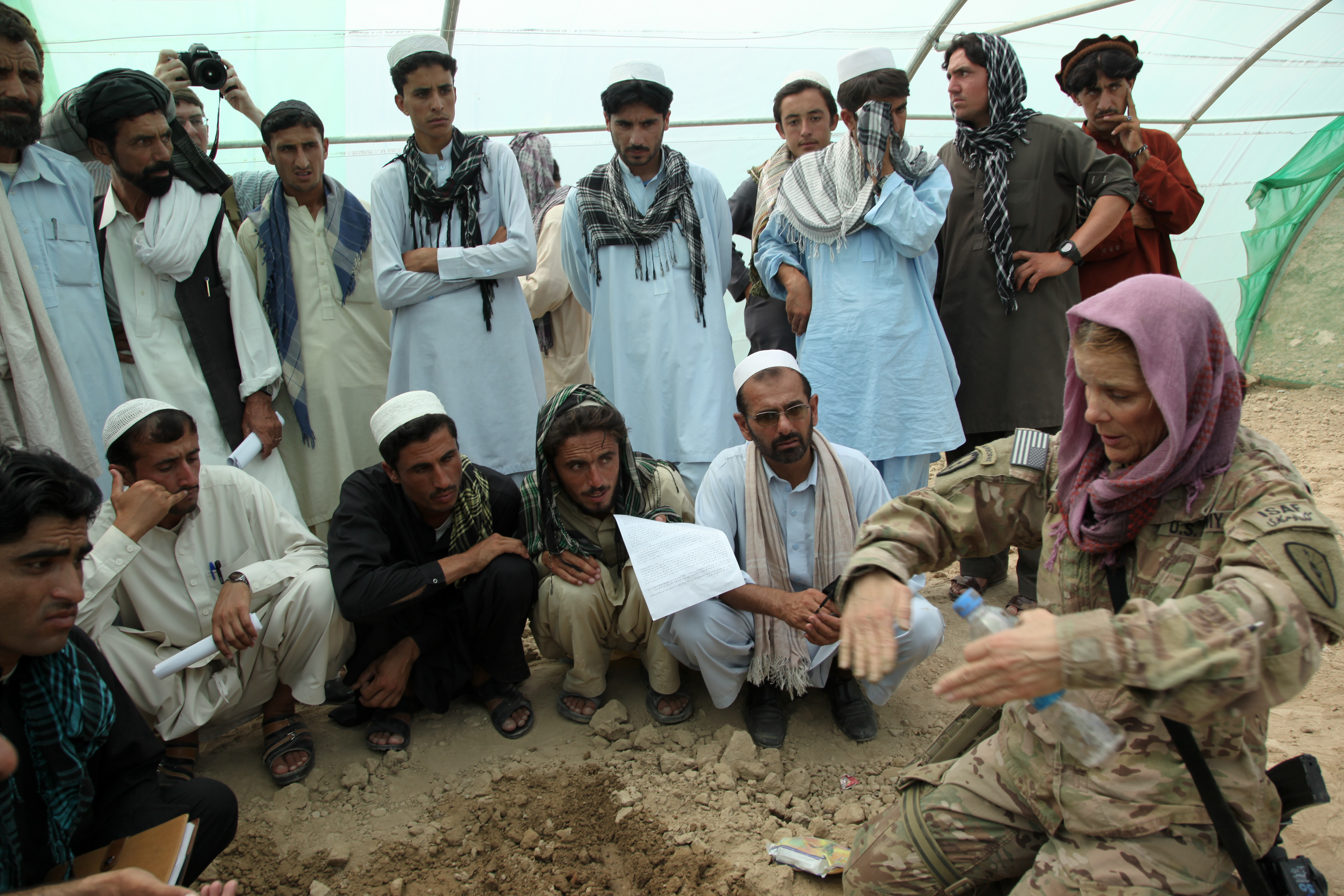
Agricultors afganesos rebent capacitació sobre hivernacles.

### Edat mitjana i moderna

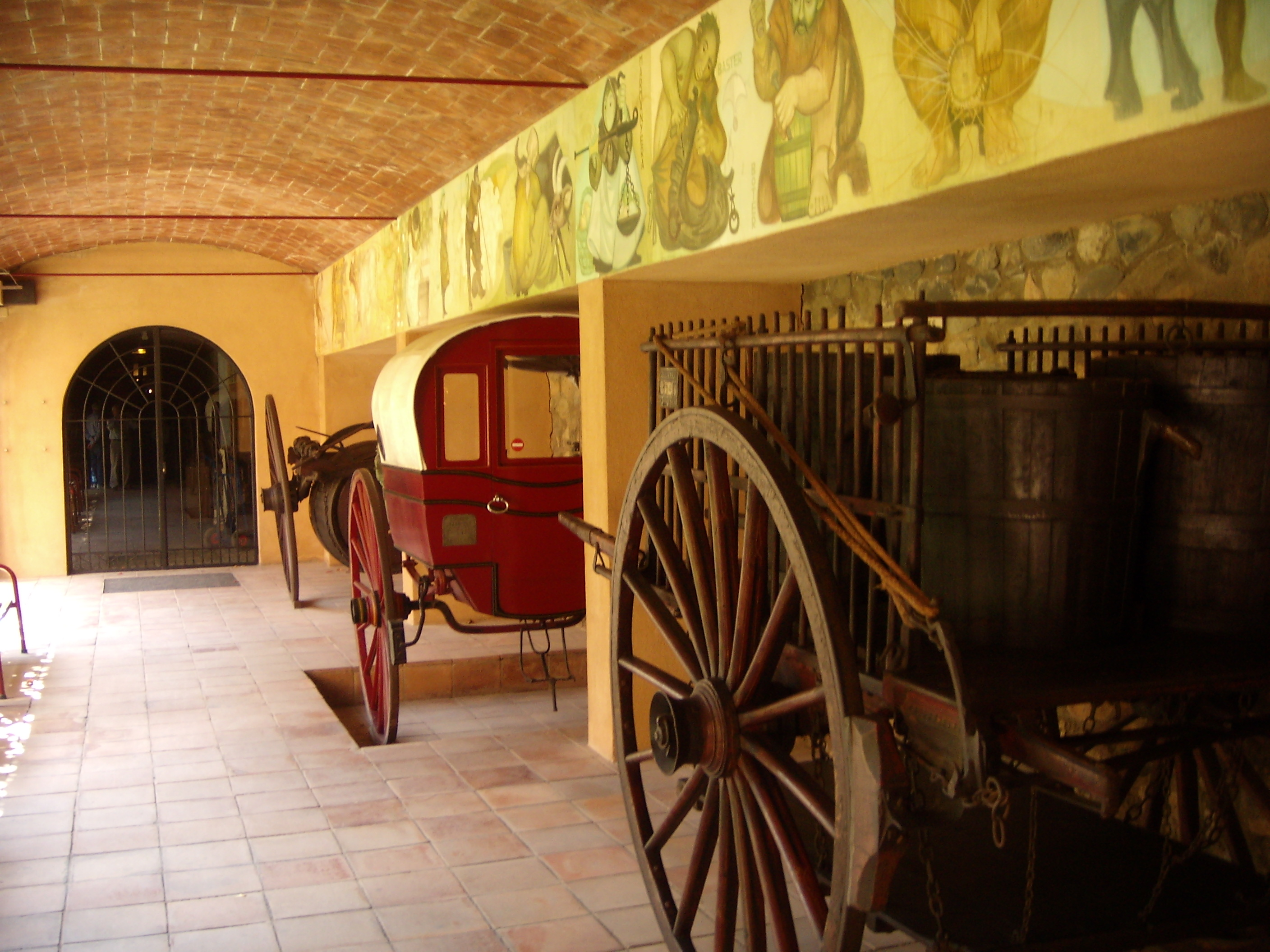
Carros del Museu de la Vida Rural

Durant l'edat mitjana el sistema feudal es va implantar arreu d'Europa. L'amo del feu exigia que la gent li rendís gran part de la seva tasca a canvi de la llibertat de conrear els seus propis petits terrenys. Mancats d'instrucció acadèmica, els pagesos vivien en humils barraques. Al llarg d'aquests anys van néixer freqüents pestes i moltes vegades la població va patir fam, situació que es va accentuar amb la pesta negra.
A mesura que la independència del pagès va anar creixent, aquest va tenir més oportunitats de pensar i de prendre part en altres aspectes de la vida social.
Al segle xiv van aparèixer confraries o col·legis de pagesos a Manresa, a Lleida i a Reus. A Barcelona, al segle xv, els llauradors i els hortolans s'agrupaven en la mateixa confraria. Els pagesos de remença eren els que no podien deixar el seu mas sense autorització o redempció del seu senyor. A Lleida, representaven un tant per cent important de la població urbana i, fins i tot, participaven en la paeria. A Mallorca els pagesos i representants de les viles s'organitzaven en el Sindicat de Fora que va aparèixer el 1315.
A Manacor (Mallorca), els pagesos també s'organitzaren entorn d'un col·legi professional, que es fundà el segle xvi sota la protecció de l'Assumpció, venerada a l'església parroquial. En canvi, a la ciutat, no hi havia cap col·legi de pagesos, però sí d'hortolans, que treballaven terres d'horta.
Com denota el volum de la construcció de moltes masies, antany a les cases de pagès hi vivia molta gent: l'amo, l'hereu, els altres germans cabalers, la família extensa, mossos i pastors. Eren centres de producció, on es feia el vi, es molia la farina o es produïa oli. A més, s'engreixava el porc i s'elaboraven embotits i formatges. Mentre que en algunes masies es feien bótes de vi, en d'altres es cosien espardenyes i sàrries per carregar els animals.
Del segle xvii fins a principis del xx ser pagès significava viure amb una situació benestant dins el món agrari.

### Edat contemporània

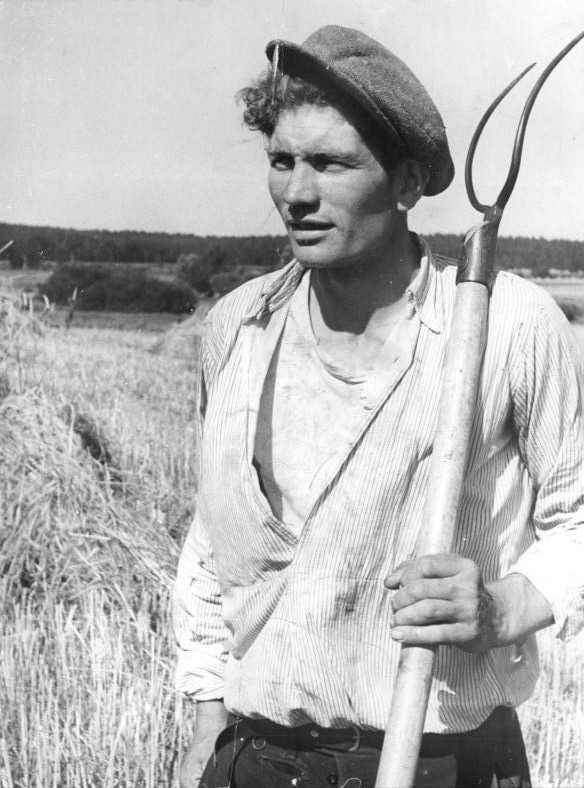
Camperol alemany el 1955

L'aparició de les grans ciutats i la urbanització de bona part del territori han fet que la pagesia es transformés. Actualment a Catalunya hi ha una agricultura periurbana i, amb l'especialització del monocultiu, l'elaboració final de moltes produccions s'ha traspassat a les cooperatives. Molts pagesos, a la recerca de donar un valor afegit al producte, han decidit recuperar la manera de fer dels avantpassats.
Actualment hi ha tan sols trenta mil pagesos censats a Catalunya, que tenen l'ajuda d'assalariats, a més d'uns trenta mil agricultors a temps parcial. La xifra de pagesos censats del primer fogatge del segle xiv era d'un quart de milió. No obstant això, el que ha canviat substancialment no és tant el nombre de pagesos com la població que han d'alimentar, que ha augmentat de manera més que considerable.
Arreu de Catalunya hi ha museus del pagès, on s'exposen estris que aquest utilitzava. Destaquen el Museu de la Vida Rural (l'Espluga de Francolí) o el Museu del Blat i la Pagesia (Cervera). A moltes cooperatives mantenen com a museu els antics cups i premses d'oli o de vi. Són especialment interessants el Museu de les Cultures del Vi de Catalunya (Vilafranca del Penedès) o el Museu de l'Oli (les Borges Blanques), la Farinera (Torroella de Montgrí) i el Museu del Suro de Palafrugell.

### Avanços tecnològics
Als Estats Units de la dècada de 1930, un agricultor sol podia produir aliments suficients per alimentar a altres tres consumidors. A principis del segle XXI un agricultor produeix suficients aliments per alimentar a més de cent persones. No obstant això, alguns autors consideren que aquesta estimació és errònia, ja que no té en compte que l'agricultura requereix energia i molts altres recursos que han de ser proporcionats per treballadors addicionals, per la qual cosa la proporció de persones alimentades als agricultors és en realitat inferior.

## Descripció del treball
Habitualment, per a l'exercici del seu treball (labor que es denomina "agricultura"), l'agricultor s'ajuda d'eines i maquinària que han anat evolucionant al llarg de la història i que han marcat l'evolució de les civilitzacions.

### Característiques

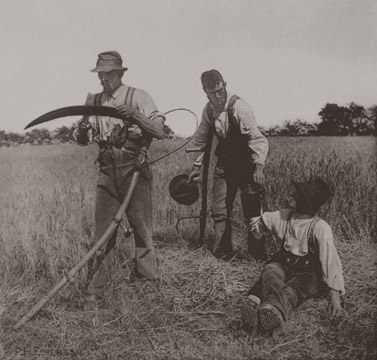
Treballar amb la dalla va ser una vegada una part bàsica de les habilitats agrícoles (Peter Henry Emerson: In The Barley Harvest, circa 1886)

La funció principal d'un agricultor és la producció de productes agrícoles com a aliments d'origen vegetal i animal, així com la producció de matèries primeres renovables i un proveïdor d'energia (per exemple, oli de colza, biogàs). Aquesta activitat també inclou la gestió d'una empresa agrícola, inclosa la silvicultura rural (bosc petit).
S'han d'esmentar dos aspectes en el perfil del treball, que es poden veure en la posició de l'agricultura en l'economia general dels països industrialitzats moderns:
- l'oferta de serveis, per exemple en l'àmbit de l'oci i la recreació (agroturisme, turisme en zones rurals) i
- el manteniment de la naturalesa i el paisatge, la preservació i el manteniment del paisatge cultural.

El perfil de treball modern atorga un valor particular a l'ús acurat dels recursos naturals com el sòl, l'aigua i l'aire, així com l'observació de les relacions ecològiques i el benestar animal.
El treball solia ser molt difícil físicament, les jornades de treball de fins a 14 hores diàries eren i segueixen sent habituals en els principals mesos de collita.

### Àrees d'activitat

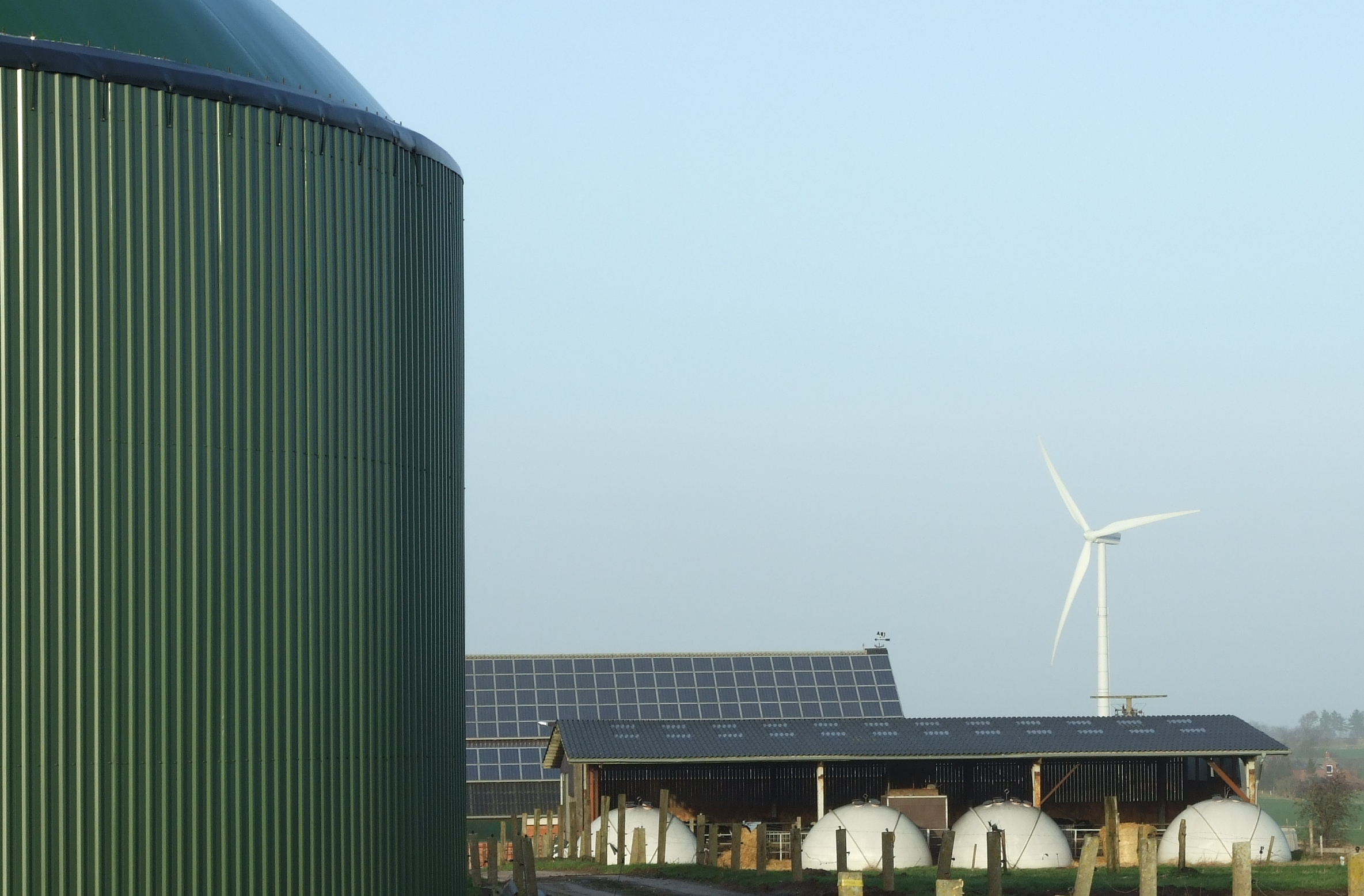
L'agricultor com a agricultor energètic: l'energia agrícola és cada vegada més important (fermentador en una planta de biogàs (esquerra), sistema fotovoltaic (darrera) i planta d'energia eòlica)

Producció vegetal: cultiu de cereals i blat de moro, cultiu d'arrels (p.ex, remolatxa sucrera, patates), cultiu de fruits oleaginosos (p. ex., colza), cultiu de llegums (p.ex, pèsols, faves), farratges arables (p. ex., pastura de trèvol, blat de moro per ensilatge), gestió de pasturatges, fruticultura i viticultura ("viticultors")
Producció animal: ramaderia lletera, cria de bestiar boví o d'engreix de carn, cria de porcs i garrins, cria de porcs o engreixi de porcs, cria de gallines ponedores, cria d'aus de corral o avicultura, cria d'ovins, cria de cavalls
Energia agrícola / producció d'energia (gestor energètic): Cultiu de biomassa i el seu aprofitament energètic, energia eòlica, fotovoltaica. Molts agricultors són al mateix temps productors de matèries primeres de combustibles com oli vegetal, biodièsel o bioetanol, així com operadors de centrals elèctriques (per exemple, plantes de biogàs) l'alimentació elèctrica del qual es remunera d'acord amb la Llei de fonts d'energia renovable.

## Organitzacions agrícoles

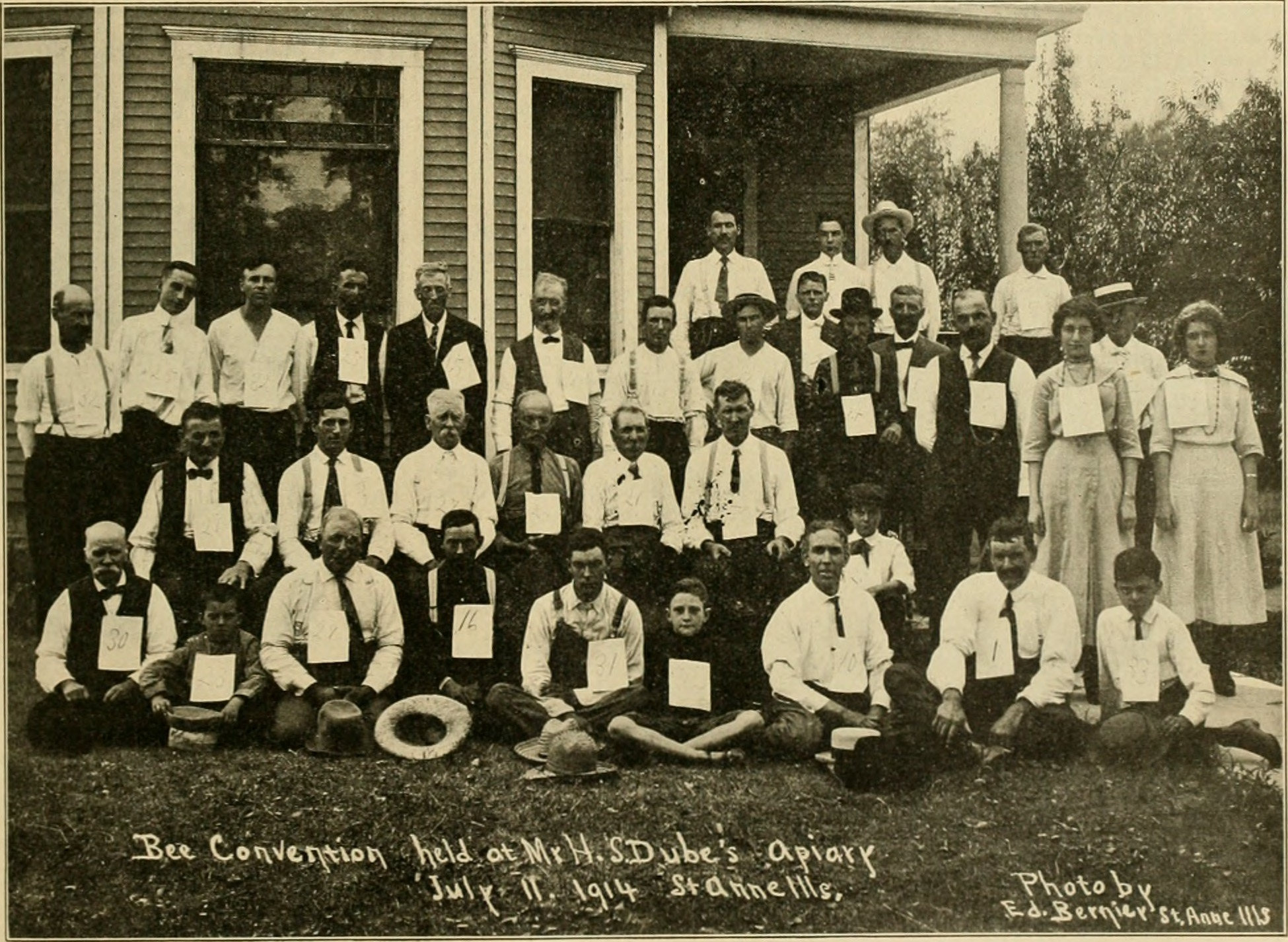
Reunió de l'Associació d'Apícols d'Illinois oriental, 1914

Els agricultors solen ser membres de sindicats d'agricultors locals, regionals o nacionals o organitzacions de productors agrícoles i poden exercir una influència política important. El moviment Grange als Estats Units va ser eficaç per avançar en les agendes dels agricultors, especialment contra els interessos del ferrocarril i l'agroempresa a principis del segle xx. El FNSEA és molt actiu políticament a França, especialment pel que fa als aliments modificats genèticament. Els productors agrícoles, tant petits com grans, estan representats a nivell mundial per la Federació Internacional de Productors Agrícoles (IFAP), que representa a més de 600 milions d'agricultors a través de 120 sindicats nacionals d'agricultors de 79 països.

### Organitzacions Juvenils Agrícoles
Hi ha moltes organitzacions que tenen com a objectiu ensenyar als joves a cultivar i avançar en el coneixement i els beneficis de l'agricultura sostenible.
- 4-H es va iniciar el 1902 i és una xarxa amb seu als Estats Units que compta amb aproximadament 6,5 milions de membres, d'entre 5 i 21 anys, i està administrada per l'Institut Nacional d'Alimentació i Agricultura del Departament d'Agricultura dels Estats Units (USDA).
- La National FFA Organization (antigament coneguda com a Future Farmers of America) es va fundar el 1925 i es centra específicament a oferir educació agrícola per a estudiants de secundària i secundària.
- Rural Youth Europe és una organització no governamental per a joves europeus per crear consciència sobre qüestions agrícoles i mediambientals rurals, es va iniciar el 1957 i la seu es troba a Hèlsinki, Finlàndia. El grup és actiu a 17 països amb més de 500.000 participants.

## Ingressos
Els productes de granja es poden vendre a un mercat, a un mercat de pagesos o directament des d'una granja. En una economia de subsistència, els productes agrícoles podrien ser, fins a cert punt, consumits per la família de l'agricultor o agrupats per la comunitat.

## Riscos laborals

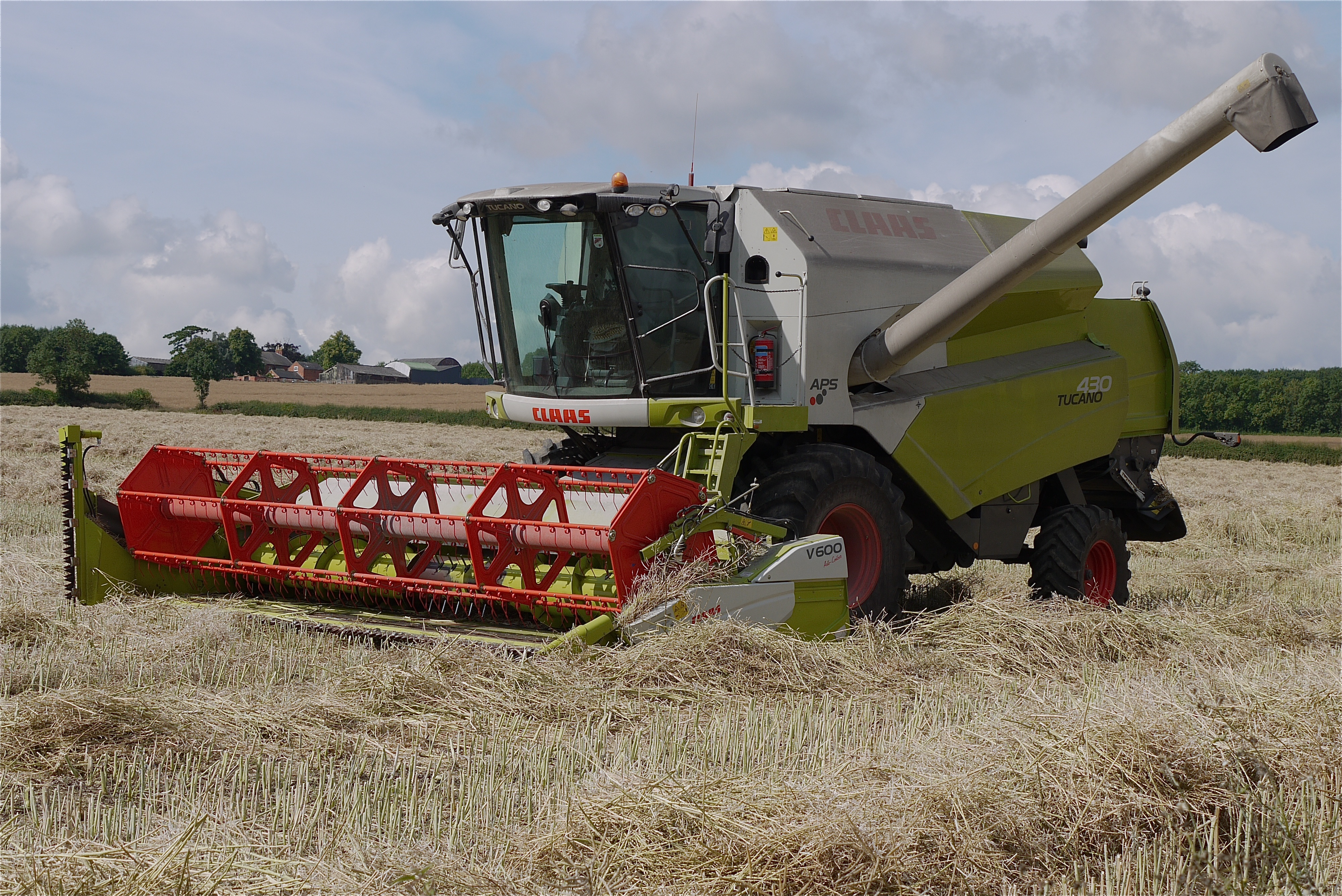
Una recol·lectora en una granja anglesa

Hi ha diversos riscos laborals en l'agricultura; l'agricultura és una indústria especialment perillosa. Els agricultors poden trobar i ser picats o mossegats per insectes perillosos i altres artròpodes, com ara escorpins, formigues de foc, abelles i vespes. Els agricultors també treballen al voltant de maquinària pesada que els pot matar o ferir-los. Els agricultors també poden establir dolors musculars i articulars a partir del treball repetit.